# City of Southend-on-Sea
Southend-on-Sea är en enhetskommun i Essex i England, Storbritannien. Kommunen har 180 915 invånare (2022). Den består av staden Southend-on-Sea med stadsdelarna Southchurch, Westcliff-on-Sea och Leigh-on-Sea. Kommunen fick 2022 status som city.
I kommunen finns en civil parish, Leigh-on-Sea. Resterande del av kommunen är en unparished area.